# Nada Zrimšek Slana
Nada Zrimšek-Slana, slovenska operna in koncertna sopranistka, * 9. julij 1930, Ljubljana, † 12. oktober 2018, Ljubljana.  

## Življenje in delo
Nada Zrimšek (v matični knjigi Bernarda), poročena Slana, se je rodila v družini gradbenega tehnika Jožeta in Marije Zrimšek (rojene Draksler). Prvo glasbeno vzgojo sta ji dala starša, ki sta oba pela v zborih, oče je bil tudi zborovodja. V letih 1945–1948 je v Ljubljani končala ekonomsko srednjo šolo in med 1946–1948 nižjo glasbeno šolo, do 1951 je zasebno študirala petje, od 1952 na srednji glasbeni šoli in 1955 diplomirala. Sprva je bila zaposlena v banki (1948-1955), v sezoni 1955/1956 pa angažirana v mariborski Operi (po avdiciji pri Jakovu Cipciju) in tu ostala do upokojitve 1980. Je članica Društva slovenskih glasbenikov, od 1986 častna članica.
Prvič je nastopila 1951 v ljubljanski Operi kot Balček v Desetem bratu Mirka Poliča, potem v Mariboru v glavnih in vodilnih sopranskih vlogah in nastopila v okoli 50-ih opernih vlogah domačih in tujih skladateljev. Gostovala je z mariborskim ansamblom in samostojno v Ljubljani, na Reki in v Sarajevu, nastopala na koncertih operne glasbe v Mariboru in okolici ter pogosto na Radiu Ljubljana ter radijih Maribor, Sarajevo in Trst.
Že njen nastop na operni matineji Akademije za glasbo in srednje glasbene šole v Ljubljani je Danilo Švara ocenil v časopisu Slovenski poročevalec (1955, št. 131) kot najboljši: »Glasovno in igralsko bi na najvišjo stopnjo postavil Nado Zrimšek, ki je z absolutno kvalitetnim, močnim in lepim sopranom ter talentirano igro izvedla arijo Nedde iz Glumačev«. Kritiki so ji priznavali lep glas in znanje, muzikalnost in intonančno zanesljivost, notranjo koncentracijo in odrsko sproščenost. O kreaciji Čo-čo-san je Borut Loparnik menil, da je njena najlepša, če ne najboljša interpretacija oziroma lik, kakršnih na slovenskih odrih nismo doživeli veliko (Dialogi 1968). Nada Zrimšek Slana ima tudi priznanje Vrhunskega umetnika.